# San José Chapa
San José Chapa är en ort i Mexiko.   Den ligger i kommunen Huatusco och delstaten Veracruz, i den sydöstra delen av landet, 220 km öster om huvudstaden Mexico City. San José Chapa ligger 1 725 meter över havet och antalet invånare är 160.
Terrängen runt San José Chapa är huvudsakligen kuperad, men norrut är den bergig. Terrängen runt San José Chapa sluttar brant österut. Runt San José Chapa är det ganska tätbefolkat, med 214 invånare per kvadratkilometer. Närmaste större samhälle är Huatusco de Chicuellar, 9,4 km sydost om San José Chapa. I omgivningarna runt San José Chapa växer huvudsakligen savannskog.